# Difluorure d'argent
Le difluorure d'argent ou fluorure d'argent(II) est un composé inorganique du fluor et de l'argent, de formule  AgF2. Lorsqu'il est pur, c'est un solide blanc, mais il est plus fréquent de le rencontrer impur, auquel cas c'est un solide amorphe gris-noir ou marron, sensible à la lumière.
Ce fluorure peut être utilisé comme agent de fluoration.